# Меридіан (журнал)

Обкладинка №24

Меридіан — безкоштовний бортовий журнал української авіакомпанії «АероСвіт».
Видався з листопада 1999 року по червень 2012 року. Засновник — авіакомпанія «АероСвіт». Власна версія бортового журналу «Меридіан» видавалась для компанії «Дніпроавіа».

## Вміст журналу
Журнал містив інформацію туристично-інформаційного характеру для розважання пасажирів під час авіаперельотів. Основне наповнення журналу — статті про подорожі, знайомство з Україною та світом. Публікувались статті про історію авіації та відомих українців. Окремий розділ присвячено інформації про авіакомпанію «АероСвіт» — карта та розклад польотів, представництва компанії, правила поведінки на борту та інформація для транзитних пасажирів. 

## Особливості журналу
Журнал розміщував матеріали характерні для масових розважальних lifestyle-видань і пізнавальних журналів, які включали в себе іміджеву та довідкову інформацію. Випуск журналу містив головний матеріал у вигляді огляду або нарису, який зазвичай супроводжується інтерв'ю. Крім того у матеріалі часто розміщувались статті та коментарі експертів.
Всі номери журналу містили новини корпоративного характеру, у яких розповідалось про внутрішні події компанії «АероСвіт», заходи та акції для пасажирів. У журналі публікувались статті про міста та країни призначення або відправлення рейсів, а також афіша заходів у цих містах. 

## Основні характеристики журналу
- Розповсюдження — на бортах літаків «АероСвіту» (у кишеньках сидінь).
- Аудиторія — пасажири авіакомпанії (до 1800 тис. читачів на рік).
- Мова видання — українська, англійська (у рівних пропорціях)
- Періодичність видання — 10 разів на рік.
- Тираж — до 45 тис. примірників.
- Формат — А4 (210х270 мм).
- Внутрішній блок — від 112 стор.
- Поліграфія — повнокольоровий друк (4+4)